# Josefina Sruoga
Josefina Sruoga, född den 23 augusti 1990 i Buenos Aires, Argentina, är en argentinsk landhockeyspelare.
Hon tog OS-silver i damernas landhockeyturnering i samband med de olympiska landhockeytävlingarna 2012 i London.